# Revolució d'Astúries de 1934
La Revolució d'Astúries de 1934 va ser una insurrecció coordinada entre les diferents forces d'esquerres asturiana, entre els objectius principals de la qual es xifraven l'abolició del sistema republicà establert per la Constitució de 1931 i la seva substitució per un règim socialista. Va ser un episodi que ocorre dintre d'un procés més ampli que va ocórrer en conjunt d'Espanya i es va denominar Revolució de 1934.

## L'aliança obrera de laUHP
Els primers passos per a la formació de l'Aliança Obrera partiren dels dirigents de la CNT presos a El Coto de Gijón després de la revolució de gener de 1933. Segundo Blanco, José María Martínez, Avelino González Mallada, Acracio Bartolomé, Horacio Argüelles, José Dorado, Pelayo Cifuentes i Avelino Martínez enviaren un escrit al Ple regional de la CNT proposant la formació d'una aliança amb la UGT.
A Astúries la CNT mantenia una postura més procliu a la formació d'aliances obreres que en altres zones d'Espanya. Aprovada la proposta d'Aliança per la CNT, el Comitè Regional encarregà el 9 de març de 1934 a una comissió, formada per José María Martínez, Avelino González Entrialgo i Segundo Blanco, contactar amb UGT per a proposar-li la formació de l'Aliança Obrera d'Astúries. El dia 31, a les set de la tarda, reunits a una habitació de "Casa Manfredo", Bonifacio Martín, Graciano Antuña, José María Martínez, Horacio Argüelles i Avelino G. Entrialgo. Cada representació estampà el seu respectiu segell al peu de la firma quedant legalitzat el pacte d'Aliança Obrera "amb l'objecte exclusiu de promoure i dur a terme la revolució social". Per la UGT. signà Bonifacio Martín, per la CNT José Mª Martínez, Horacio Argüelles i Avelino González Entrialgo i per la FSA Graciano Antuña. Després del pacte d'aliança altres organitzacions obreres en demanaren l'ingrés, com el BOC, l'Esquerra Comunista i finalment el PCE l'octubre.

## Desenvolupament de la revolució
La nit del 4 d'octubre la consigna de l'aixecament ja era donada i el matí del dia 5 s'iniciava un moviment armat de grans proporcions amb l'atac als quarters de la guàrdia civil. La revolució es va estendre ràpidament per la conca del Nalón i la conca del Caudal i la zona centro-oriental des de Siero fins a Nava que seria l'epicentre de la revolució. Un cop assoliren el control de les conques els revolucionaris organitzaren les columnes per a prendre Oviedo i marxar cap a Gijón. Els miners disposaven d'armes i dinamita, i la revolució estava molt ben organitzada. Es proclama en Oviedo la República Socialista Asturiana i s'ataca als llocs de la Guàrdia Civil, esglésies, ajuntaments, etc. estant al cap de tres dies gairebé tota Astúries en mans dels miners, incloses les fàbriques d'armes de Trubia i La Vega. Al cap de deu dies, uns 30.000 treballadors formen l'Exèrcit Roig. Va haver-hi actes de pillatge i violència no atribuïbles a l'organització revolucionària, encara que la repressió va ser molt dura on els revolucionaris van trobar resistència.
Des del govern consideren que la revolta és una guerra civil en tota regla, encara desconeixent que els miners comencen a considerar en Mieres la possibilitat d'una marxa sobre Madrid. El govern adopta una sèrie de mesures enèrgiques. Davant la petició de José María Gil-Robles comunicant a Lerroux que no es fia del cap de l'Estat Major, general Masquelet, els generals Goded i Franco (que tenia experiència a l'haver participat en la repressió de la vaga general de 1917 a Astúries) són cridats perquè dirigeixin la repressió de la rebel·lió des de l'Estat Major a Madrid. Aquests recomanen que es portin tropes de la Legió i de Regulars des del Marroc. El govern accepta la seva proposta i el radical Diego Hidalgo, ministre de la Guerra, justifica formalment l'ocupació d'aquestes forces mercenàries, en el fet que el preocupava l'alternativa que joves reclutes peninsulars morissin en l'enfrontament, pel que la solució adoptada li sembla molt acceptable. Durant la revolució de 1934 la ciutat d'Oviedo va quedar assolada en bona part, resulten incendiats, entre altres edificis, el de la Universitat, la biblioteca de la qual guardava fons bibliogràfics d'extraordinari valor que no es van poder recuperar, o el teatre Campoamor. També va ser dinamitada La Cambra Santa en la Catedral, on van desaparèixer importants relíquies dutes a Oviedo, quan era cort, des del sud d'Espanya.
El general Eduardo López Ochoa, comandant les forces militars governamentals, es va dirigir a donar suport a les tropes assetjades a Oviedo, i el coronel Juan Yagüe amb els seus legionaris i amb suport de l'aviació. Oviedo va quedar lliure al cap de poc temps i poc després Gijón. Tant l'alliberament d'Astúries com la repressió posterior van ser molt dures. A La Felguera, i en el barri del Pla de Gijón es van arribar a donar breus experiències de comunisme llibertari:
| «                                                                                               | En la barriada del Pla es va procedir a regularitzar la vida d'acord amb els postulats de la CNT: socialització de la riquesa, abolició de l'autoritat i el capitalisme. Va ser una breu experiència plena d'interès, ja que els revolucionaris no van dominar la ciutat. %[…] Es va seguir un procediment semblant al de La Felguera. Per a l'organització del consum es va crear un Comitè d'Abastaments, amb delegats per carrers, establerts en les botigues de comestibles, que controlaven el nombre de veïns de cada carrer i procedien a la distribució dels aliments. Aquest control per carrer permetia establir amb facilitat la quantitat de pa i d'altres productes que es necessitaven. El Comitè d'Abastaments duia el control general de les existències disponibles, particularment de la farina. | » |
| — Manuel Villar. L'anarquisme en la insurrecció d'Astúries: la CNT i la FAI a l'octubre de 1934 | |   |

## Els exèrcits

### Exèrcit republicà
El govern mobilitzà nombroses forces per a aixafar la rebel·lió:
- 27 batallons d'infanteria amb 3 banderes de la Legió
- 5 Esquadrons de cavalleria proveïts de metralladores.
- 9 Bateries d'artilleria, amb 36 peces.
- 1 Batalló d'enginyers
- Dues companyies de sapadors i pontoners
- 2 grups d'intendència
- 2 grups de sanitat

Uns 17.000 militars endemés de la força pública estatal a Astúries, uns 2.645 efectius reconeguts oficialment o bé 3322 defensats per Paco Ignacio Taibo II (1664 soldats, 798 guàrdies civils, 560 de Guàrdia d'Assalt, 100 carrabiners, 200 guàrdies municipals, agents de policia i guàrdies jurats d'empreses mineres). Segons dades de Taibo II el govern espanyol mantenia més guàrdies civils el 1934 a Astúries que a Madrid i Barcelona.

### Exèrcit revolucionari
Les forces revolucionàries foren d'uns 30.000 combatents, xifra reconeguda pel ministeri de guerra espanyol (Barco Teruel:1984) per altres com David Ruiz a "Rebelión en Asturias" o Manuel Vazquez Enciso i Germán Baschwitz fou de 50.000 revolucionaris.
La millor arma dels revolucionaris fou la dinamita, els treballadors del metall crearen carros blindats i des del primer moment tingueren el control de la Fàbrica d'armes de Trubia. L'aprovisionament d'armes per l'Aliança Obrera fou bé per robatori bé per contraban, destacant el desembarcament d'El turquesa a les costes de Pravia.

## La rendició
Belarmino Tomás, com a president del tercer comitè revolucionari, va ser l'encarregat de negociar amb el general Eduardo López Ochoa les condicions de la rendició fent-ho com a general de l'Exèrcit roig. Després de negociar una rendició honrosa, que després no es complí, fou acomiadat pel general López Ochoa amb salutació militar al pati de l'edifici per a sorpresa de la premsa allí concertada Arribant a Sama i després de reunir-se el Comité Revolucionari, des del balcó de la Casa Conceyu de Sama (Llangréu) va donar l'últim discurs als revolucionaris allí reunits informant de les condicions acordades.
De les 23 penes de mort inicialment proclamades com a conseqüència d'aquesta revolució, el president Niceto Alcalá Zamora va commutar-ne 21: només van ser executats el sergent Vázquez (entre altres coses, havia volat un camió amb 32 guàrdies civils), i "Pichilatu", un misògin acusat d'haver metrallat vuit persones. Per la seva banda, el destacat polític republicà Salvador de Madariaga, diverses vegades ambaixador i ministre, feia la següent reflexió: 
| «                                                                              | L'alçament de 1934 és imperdonable. La decisió presidencial de cridar al poder a la CEDA era inatacable, inevitable i fins a deguda des de feia ja temps. L'argument que Gil Robles intentava destruir la Constitució per a instaurar el feixisme era alhora hipòcrita i falsa. Hipòcrita, perquè tothom sabia que els socialistes de Largo Caballero estaven arrossegant als altres a una rebel·lió contra la Constitució de 1931 sense consideració alguna per al que es proposava o no Gil Robles; i, per altra banda, a la vista està que el president Companys i la Generalitat sencera van violar també la Constitució. Amb quina fe anem a acceptar com heroics defensors de la República de 1931, contra els seus enemics més o menys il·lusoris de la dreta, a aquells que per a defensar-la la destruïen? Però l'argument era, a més, fals, perquè si Gil Robles hagués tingut la menor intenció de destruir la Constitució del 31 per la violència, quina millor ocasió que la que li van proporcionar els seus adversaris polítics alçant-se contra la mateixa Constitució a l'octubre de 1934, precisament quan ell, des del poder, va poder, com reacció, haver-se declarat en dictadura? Lluny d'haver demostrat en els fets inclinació al feixisme i desafecció al parlamentarisme, Gil Robles va sortir d'aquesta crisi convicte i confés parlamentari, a punt que va deixar de ser, si mai ho havia estat, persona grata per als feixistes (…) Amb la rebel·lió de 1934, l'esquerra espanyola va perdre fins a l'ombra d'autoritat moral per a condemnar la rebel·lió de 1936. | » |
| — España. Ensayo de historia contemporánea. Espasa-Calpe, Madrid, 1979, p. 362 | |   |

## Revolucionaris destacats
- Ramón González Peña - President del Primer Comitè Revolucionari
- Teodomiro Menéndez - President del Segon Comitè Revolucionari
- Belarmino Tomás -President del Tercer Comitè Revolucionari
- Aida Lafuente
- Graciano Antuña
- Segundo Blanco